# Come Tomorrow
Come Tomorrow è il nono album in studio del gruppo musicale statunitense Dave Matthews Band, pubblicato nel 2018.

## Tracce
1. Samurai Cop (Oh Joy Begin) – 4:22
2. Can't Stop – 4:43
3. Here On Out – 3:18
4. That Girl Is You – 3:16
5. She – 3:51
6. Idea of You – 4:44
7. Virginia in the Rain – 6:09
8. Again and Again – 4:25
9. bkdkdkdd – 0:27
10. Black and Blue Bird – 3:33
11. Come On Come On – 4:39
12. Do You Remember – 4:17
13. Come Tomorrow – 4:46
14. When I'm Weary – 1:56

## Formazione

### Dave Matthews Band
- Carter Beauford – batteria, voce
- Jeff Coffin – sassofono
- Stefan Lessard – basso
- Dave Matthews – chitarra acustica, chitarra elettrica, voce
- Tim Reynolds – chitarra elettrica
- Rashawn Ross – tromba
- LeRoi Moore – sassofono (in Can't Stop e Idea of You)

### Altri musicisti
- Brandi Carlile - cori (in Come Tomorrow)
- Mark Batson – piano (in When I'm Weary)
- Buddy Strong – organo (in Black and Blue Bird)
- Butch Taylor – piano (in Can't Stop, Come On Come On e Idea of You)
- Boyd Tinsley – violino (in Idea of You)
- Jerry Hey – arrangiamento corni (in Samurai Cop (Oh Joy Begin) e Again and Again)
- David Campbell – arrangiamento archi (in Here On Out e Again and Again)
- Rob Cavallo – organo (in Samurai Cop (Oh Joy Begin)), piano elettrico (in bkdkdkdd)